# 조선민주주의인민공화국 대 이탈리아 (1966년 FIFA 월드컵)
1966년의 조선민주주의인민공화국 대 이탈리아는 1966년 7월 19일, 영국 미들즈브러의 에이섬 파크에서 열린 1966년 FIFA 월드컵의 4조 3차전 경기였다.
당초 예상으로는 당시 기준으로 월드컵을 2회나 제패한 이탈리아 축구 국가대표팀의 압승이 예상되었으나 모든 이의 예상을 깨고 조선민주주의인민공화국 축구 국가대표팀이 이탈리아 축구 국가대표팀을 전반 42분에 터진 박두익의 결승골에 힘입어 1 : 0으로 승리를 거두었다. 이것은 아시아 팀이 월드컵에서 거둔 최초의 승리였고 또 월드컵 우승국을 상대로 거둔 최초의 승리였다. 이 경기에서 승리를 거둔 조선민주주의인민공화국 축구 국가대표팀은 아시아 팀으로선 최초로 8강 진출에 성공하는 기염을 토했다. 월드컵 역사에서 거론되는 대표적인 이변 경기 중 하나이다. 훗날 영국의 영화감독 대니얼 고든은 이 당시 활약했던 북한 축구 선수들을 만나 인터뷰를 하며 그 인터뷰 과정을 기록한 다큐멘터리 영화 〈천리마 축구단〉을 제작했다. 영국의 데일리 메일은 이 경기를 역대 월드컵에서 가장 충격적인 이변 4위로 선정했다.

## 개요
조선민주주의인민공화국 축구 국가대표팀과 이탈리아 축구 국가대표팀의 FIFA 월드컵 첫 번째 대결이자 첫 번째 A매치 경기였다. 그리고 이 경기는 이탈리아 축구 국가대표팀이 처음으로 아시아 팀과 맞붙는 것이었다. 대회 전 영국 내 도박사들은 이탈리아가 이 대회에서 우승할 확률을 20%로 예측해 50%를 차지한 브라질 축구 국가대표팀과 25%를 차지한 잉글랜드 축구 국가대표팀에 이어 3번째로 높다고 예측했다. 반면, 조선민주주의인민공화국은 단 1%에 불과해 16개 출전국 중 최하위를 기록하고 있었다. 즉, 그야말로 다윗과 골리앗의 대결인 셈이다. 심지어 당시 축구 전문가들은 조선민주주의인민공화국이 3경기를 통틀어 1득점만 기록해도 굉장히 선전한 것이라 평할 정도로 저평가를 했다. 그래서인지 이 경기를 보러 온 관중은 채 2만 명도 되지 않았으며 그만큼 이탈리아의 압승을 믿어 의심치 않았다.

## 경기 전 상황
이 대회를 앞두고 FIFA는 아시아와 아프리카, 오세아니아 이 3개 대륙을 묶어 단 1장의 출전권만을 부여하였다. 이에 아프리카 국가들은 이런 FIFA의 명백한 차별적 행위에 분노를 품고 집단 보이콧을 하였다고 한다. 그리고 대한민국 또한 당시 조선민주주의인민공화국(이하 북한)의 전력이 강성하다는 걸 알고 맞대결을 피하기 위해 불참을 선언했다. 결국 이제 이 대회의 지역예선은 북한과 오스트레일리아 축구 국가대표팀의 맞대결로 압축되었다. 이 당시는 냉전 체제였기 때문에 북한과 호주는 서로를 국가라고 인정하지 않았다. 지역예선은 반드시 홈 & 어웨이 방식으로 치러야 하는데 서로를 국가라고 인정하지 않았기 때문에 결국 중립지역인 캄보디아의 프놈펜에서 예선전 2경기를 치르기로 결정했다. 그리고 예선 1차전에서 북한은 호주를 상대로 6 : 1 압승을 거두었고 2차전에서도 3 : 1 완승을 거두어 합산 점수 9 : 2로 첫 월드컵 진출에 성공했다. 영화 <천리마 축구단>에 출연했던 당시 북한의 중앙 수비수 림중선의 말에 따르면 북한이 본선 진출을 확정짓고 귀국한 그 날 김일성이 일일이 선수들을 안아주면서 "우리가 아시아, 아프리카, 대양주(오세아니아) 등 유색인종을 대표해서 출전하는 것인 만큼 가서 1~2 팀이라도 이기고 돌아오라."는 과업을 부여했다고 한다.
북한은 1차전에서 소련 축구 국가대표팀과 맞붙었다. 북한과 소련은 같은 공산권 국가였고 그 때문에 북한은 월드컵을 앞두고 주로 같은 공산권 국가인 동유럽을 돌면서 평가전을 치렀다고 한다. 그래서 소련은 북한이 왕성한 체력과 빠른 기동력을 앞세운 축구를 한다는 것을 잘 알고 있었고 북한 선수들보다 우세한 체격 조건과 완력을 앞세워 더티 플레이를 일삼았다. 소련의 이 같은 더티 플레이 때문에 북한 선수들은 제대로 힘을 쓰지 못했고 중앙 공격수인 강용운이 부상으로 퇴장당하는 불운을 겪었다. 이 대회까지 선수 교체 제도가 없었기 때문에 만약 한 선수가 부상을 당해 더 이상 못 뛰게 되면 그 선수가 빠진 채로 계속 경기를 해야 했다. 그래서 북한은 10명이 뛰어야 하는 불리한 상황에 놓였고 결국 소련에 0 : 3으로 패배하고 말았다. 2차전 상대는 전 대회에서 3위를 차지했던 칠레 축구 국가대표팀이었다. 당시 칠레도 1차전에서 이탈리아에 0 : 2로 패배한 상황이었기에 두 팀은 서로 반드시 이겨야만 했다. 북한은 칠레를 맞아 투지 넘치고 빠른 스피드를 앞세운 공격으로 인상적인 모습을 보였으나 전반 26분, 루벤 마르코스에게 페널티킥 선제골을 허용하며 0 : 1로 끌려갔다. 패색이 짙어지던 북한은 후반 43분, 박승진의 극적인 동점골에 힘입어 1 : 1 무승부를 기록했고 첫 득점과 첫 승점을 챙겼다.
한편, 이탈리아는 수페르가의 비극으로 인해 전력이 약체화되어 1950년 FIFA 월드컵과 1954년 FIFA 월드컵에서 내리 조별리그 탈락이란 성적을 거두었고 1958년 FIFA 월드컵에선 아예 지역예선에서 탈락하는 굴욕적인 성적을 거두었다. 이렇게 1950년대 월드컵을 몽땅 망친 이탈리아는 1960년대에 어느 정도 암흑기에서 벗어난 모습을 보였지만 1962년 FIFA 월드컵에서도 또 조별리그 탈락이라는 성적을 기록했다. 그렇기 때문에 이번 대회에서는 반드시 좋은 성적을 기록해 수페르가의 비극으로 인한 암흑기에서 벗어나는 것은 물론, 당시 기준으로 브라질과 함께 통산 우승 2회로 월드컵 최다 우승국의 명예와 자존심을 회복해야 했다. 마침 이 대회에서는 파올로 바리손, 자코모 불가렐리, 자친토 파케티, 산드로 마촐라, 지아니 리베라 등 세리에 A의 스타 플레이어들이 총출동해 오랜만에 수페르가의 비극으로 인해 10년 넘게 이어진 암흑기에서 벗어나 우승도 가능하다는 평을 받았다. 과연 1차전에서 이탈리아는 칠레를 상대로 시종일관 우세한 경기력을 보인 끝에 2 : 0으로 가볍게 승리하며 좋은 첫 출발을 했다. 하지만 2차전 소련과의 경기에서는 90분 내내 고전을 면치 못하다가 결국 0 : 1로 패배하고 말았다.
1무 1패를 기록한 북한이 8강에 진출하기 위해서는 반드시 이탈리아를 이겨야 했고 그 다음에 다음 날에 열리는 소련과 칠레의 경기를 지켜봐야 했다. 비기거나 질 경우엔 다른 경기 결과와 관계없이 무조건 탈락이었다. 한편, 이탈리아로서는 북한을 이기면 무조건 8강에 진출하고 비길 경우에는 반드시 소련이 칠레를 상대로 무승부 이상을 기록해 주어야만 했다. 만일 이탈리아가 북한과 비기고 칠레가 소련을 이길 경우에는 두 팀의 골득실을 비교해야 한다. 그리고 이탈리아 역시 패배하면 소련과 칠레의 경기 결과에 관계없이 무조건 탈락이었다. 워낙 전력 차이가 큰 두 팀 간의 대결이었기에 많은 이들은 경기 시작 전부터 이탈리아의 압승을 점쳤다. 하지만 그 때까지도 모든 사람들이 잊고 있었던 사실은 축구공은 둥글고 축구는 인간의 신체 중 가장 부정확한 발로 하는 스포츠라는 것이었다.

## 경기

### 전반전
드디어 운명의 경기가 시작되었다. 북한 주민들은 새벽 3시, 리상벽 아나운서가 중계하는 라디오 중계를 통해 이 경기를 들었고 이탈리아 국민들 역시 TV와 라디오로 이 경기를 시청했다. 전력 차이가 크게 나는 두 팀의 경기답게 경기는 일방적으로 흘러갔다. 이탈리아는 대회 최약체 북한을 단숨에 굴복시키려는 것인지 초반부터 강하게 공격적으로 나섰다. 전반 초반 마리노 페라니가 왼발로 강슛을 날렸으나 골문 왼쪽 밖으로 휘어지며 벗어났다. 그리고 얼마 후 산드로 마촐라의 패스를 받은 마리노 페라니가 북한의 문전으로 침투해 오른발로 강슛을 날렸으나 북한 중앙 수비수 신영규의 밀착 마크 때문에 부정확한 슛이 되었고 리찬명 골키퍼가 안전하게 선방했다. 또 뒤이어 마리노 페라니가 빠른 주력으로 북한 문전으로 침투해 1 : 1 찬스를 맞이했으나 리찬명 골키퍼의 선방에 막히고 말았다. 하지만 그 때까지만 해도 이탈리아 응원단은 자국 대표팀의 승리를 믿어 의심치 않았고 담배도 피우고 악기도 불면서 여유롭게 관전했다. 그러나 초반 3번의 기회를 잇달아 놓친 이탈리아 선수들은 점점 심리적으로 조급해지기 시작했다. 당시 이 경기에 출전했던 이탈리아의 공격수 지아니 리베라는 훗날 <천리마 축구단>에 출연해 "골대에 귀신이 붙은 것 같았어요. 슈팅하는 족족 빗나갔거든요. 그러다 점점 판세가 기울어지더니 돌이킬 수 없게 됐죠. 90분 내내 게임이 안 풀렸어요."라고 당시 상황을 회고했다.
이렇게 이탈리아가 초반에 결정적인 득점 찬스를 잇달아 날려버린 후 이제 북한의 역습이 시작되었다. 3년 간 합숙하며 인민군 특수부대와 같은 강도 높은 훈련을 했던 북한 선수들은 빠른 주력으로 세계적으로 악명 높은 이탈리아의 카테나치오를 뒤흔들었다. 특히 라이트 윙 한봉진의 주력은 번개와 같아서 이탈리아 수비진이 우왕좌왕할 정도였다. 이탈리아의 에드문도 파브리 감독은 북한 선수들의 빠른 주력만 봉쇄하면 승리가 어렵지 않을 것이라고 판단해 레프트백 자친토 파케티에게 한봉진의 봉쇄를 맡겼고 또 주장 자코모 불가렐리에게 박두익을 봉쇄하라는 지시를 했다. 그러나 불행하게도 파케티와 불가렐리가 한봉진과 박두익의 스피드를 따라잡지 못했다는 것이었다. 그렇게 이탈리아가 계속해서 북한 진영을 향해 공격을 퍼부었고 북한이 수비로 막아낸 후 빠른 주력으로 역습하는 양상이 반복되었다. 하지만 그렇게 우세한 경기를 펼치고도 이탈리아는 좀처럼 북한의 골문을 열지 못하며 고전했다.
그러던 중 전반 34분, 이탈리아에 악재가 터지고 말았다. 북한의 역습 찬스를 저지하기 위해 이탈리아의 주장 자코모 불가렐리가 북한의 라이트 하프 박승진을 향해 거친 태클을 걸었다. 그러나 박승진이 태클에 넘어지면서 그대로 불가렐리를 덮쳐버렸고 그 바람에 도리어 불가렐리가 왼쪽 다리에 크게 부상을 입고 말았다. 결국 불가렐리는 들것에 실려나가게 되었다. 앞서 말했듯이 이 당시엔 선수 교체 제도가 없었기 때문에 이탈리아는 부상으로 경기를 뛸 수 없게 된 불가렐리가 빠진 채로 계속 경기를 치러야 했다. 즉, 그 때부터 10명이 뛰어야 하는 불리한 상황에 놓인 것이다. 주장이 부상으로 이탈한 이탈리아는 마치 선장을 잃은 배처럼 점점 심리적으로 동요하기 시작했다. 이 당시 경기에 출전했던 산드로 마촐라는 훗날 <천리마 축구단>에 출연해 "주장 불가렐리가 부상으로 빠진 후에 우리는 10명이 뛰어야 했고 우리는 10명만으로도 충분히 북한을 이길 수 있을 것이라 생각했지만 점점 심리적으로 조급해지고 동요하기 시작했다."고 회고했다.
그리고 마침내 전반 42분, 센터서클 부근에서 북한의 임성휘가 전방으로 볼을 높게 띄웠으나 이탈리아 수비수가 발을 들어 걷어냈다. 그러나 북한의 라이트백 하정원이 돌고래처럼 높이 튀어올라 다시 헤더로 전방으로 볼을 보냈다. 하정원이 헤더로 받은 볼은 땅에 맞고 한 번 바운드가 된 뒤 그대로 전방의 박두익의 발 앞으로 굴러갔다. 볼을 받은 박두익은 페널티 박스로 쇄도해 들어가면서 그대로 오른발 땅볼로 강슛을 날렸다. 이탈리아의 골키퍼 엔리코 알베르토시가 몸을 날렸으나 볼은 골문 왼쪽 구석으로 빨려들어가며 선제골이 되었다. 북한의 선제골이 터지자 박승진은 다시 한 번 볼을 되차며 골망을 붙잡고 흔들며 기쁨을 주체하지 못했다. 그렇게 전반전은 모든 이의 예상을 깨고 북한이 1 : 0으로 앞선 채로 종료되었다.

### 후반전
주장 자코모 불가렐리가 부상으로 이탈하면서 수적 열세에 놓인데다 설상가상으로 선제 실점까지 한 이탈리아는 점점 심리적으로 조급해졌다. 이탈리아 역시 이 경기에서 지면 즉시 탈락이었기에 필사적으로 경기에 임했다. 그러나 평정심을 잃은 이탈리아 선수들은 조직력이 붕괴되어 제각각 따로 놀았고 공격 작업에서도 손발이 맞지 않으며 잇달아 득점 찬스를 날렸다. 오히려 선제골을 넣고 기세가 등등해진 북한이 빠른 역습으로 이탈리아의 간담을 서늘하게 했다. 선제골의 주인공 박두익이 김봉환에게 킬 패스를 건네주었고 그 볼을 받은 김봉환이 이탈리아의 알베르토시 골키퍼와 1 : 1 상황을 만들었고 슛을 날렸으나 골키퍼의 몸에 맞으며 골문 왼쪽으로 벗어났다. 이후 다시 이탈리아가 반격에 나섰고 지아니 리베라가 멋진 중거리슛을 날렸으나 북한 골키퍼 리찬명이 멋지게 선방하며 무위로 돌아갔고 점수는 그대로 1 : 0으로 유지되었다.
시간이 갈수록 점점 패색이 짙어진 이탈리아는 계속해서 파상공세를 펼치며 북한의 골문을 두드렸으나 정말 야속하게도 북한의 골문은 열리지 않았다. 훗날 영화 <천리마 축구단>에 출연했던 북한 골키퍼 리찬명은 "내가 지키는 골문이 저 골문이 비록 작은 골문이지만 나는 그 때 이게 내 뒤에는 우리 조국이 있고 또 우리 조국의 인민들이 날 지켜보고 있다는 거. 내가 골을 먹으면 우리 조국의 명예가 추락되고 우리 수령님께서 그 우리들에게 주신 과업을 수행하지 못한다는 이런 것으로 해서 정말 죽어도 나는 이 문을 사수해야 한다는 그런 높은 자책감으로 해서 골문을 지켰습니다."라고 당시 경기를 회고했다. 그만큼 리찬명은 자신의 모든 것을 걸고 골문을 지키고 있었는데 그 정도까지 각오가 서 있지 않았던 이탈리아 선수들은 리찬명이 지키는 골문을 열래야 열 수가 없었던 것이다. 그 영화에 출연했던 명례현 감독 또한 "휴게 시 전반전 끝나고 나왔을 때는 선수 자체들도 우리가 조국을 떠날 때 위대한 수령님께서 2팀만은 이기라는 그 우리가 과업을 받았단 말입니다. 이것을 길이 관철하자는 거."라고 당시 상황을 회고했다. 즉, 이미 북한 선수들은 승리에 대한 의지와 열망이 충만했지만 이탈리아 선수들은 심리적 조급함을 이기지 못한데다 뜻밖에도 경기가 잘 풀리지 않자 우왕좌왕하며 무너지기 시작한 것이다.
이탈리아는 계속해서 북한을 상대로 파상공세를 펼쳤지만 좀처럼 골은 터지지 않았고 체격과 기술에서 현격한 열세였던 북한 선수들은 한 팀으로 굳게 뭉쳐서 이탈리아 선수들이 날린 슈팅을 몸으로 막아내고 또 막아내며 골을 내주지 않고 버텼다. 심리적 조급함을 이기지 못한 이탈리아 선수들의 슈팅은 시간이 갈수록 점점 부정확해졌고 패색은 점점 짙어졌다. 당시 북한의 중앙 수비수였던 림중선은 영화 <천리마 축구단>에 출연했을 때 "우리 그러다나니께 우리 방어수들이 부담이 컸습니다. 그러나 우리는 승리의 신심을 가지고...."라고 당시 상황을 회고했다. 선제골을 넣고 앞서가는데다 이탈리아 선수들이 평정심을 잃고 흥분하여 부정확한 슈팅을 난사하는 것을 보고 느끼면서 이 경기에서 이길 수 있다는 굳은 믿음을 가지고 있었던 것이다. 결국 경기는 모든 이의 예상을 깨고 북한의 1 : 0 승리로 돌아갔다. 이것은 아시아 팀이 월드컵에서 처음으로 거둔 승리였다. 1승 2패를 기록한 이탈리아는 조별리그 탈락이 확정되었고 다음 날 소련과 칠레의 경기에서 소련이 2 : 1로 승리하면서 1승 1무 1패를 기록한 북한이 조 2위를 차지해 아시아 팀 최초로 8강 진출에 성공하였다.

### 상세 정보
| 조선민주주의인민공화국 | 1 – 0  | 이탈리아 |
| ---------------------- | ------ | -------- |
| 박두익 42′             | 리포트 |          |

| GK     | 1  | 리찬명        |
| CB     | 3  | 신영규        |
| CB     | 5  | 림중선        |
| LM     | 6  | 임성휘        |
| CF     | 7  | 박두익        |
| RM     | 8  | 박승진 (주장) |
| RF     | 11 | 한봉진        |
| LB     | 13 | 오윤경        |
| RB     | 14 | 하정원        |
| CF     | 15 | 양성국        |
| LF     | 17 | 김봉환        |
| 감독:  |    |               |
| 명례현 |    |               |

| GK              | 1  | 엔리코 알베르토시      |  |     |
| MF              | 3  | 파올로 바리손          |  |     |
| MF              | 4  | 자코모 불가렐리 (주장) |  | 34′ |
| DF              | 6  | 자친토 파케티          |  |     |
| MF              | 7  | 로마노 포글리          |  |     |
| DF              | 8  | 아리스티데 과르네리    |  |     |
| DF              | 9  | 프란체스코 자니치      |  |     |
| DF              | 11 | 스파타코 란디니        |  |     |
| CF              | 14 | 산드로 마촐라          |  |     |
| MF              | 17 | 마리노 페라니          |  |     |
| CF              | 19 | 지아니 리베라          |  |     |
| 감독:           |    |                        |  |     |
| 에드몬도 파브리 |    |                        |  |     |

| 최우수 선수: 박두익 (조선민주주의인민공화국) 부심: 존 아다이르 (니제르) 존 테일러 (잉글랜드) |

## 기록
이 경기는 승자인 조선민주주의인민공화국 축구 국가대표팀에게는 영광스러운 기록이 또 반대로 패자인 이탈리아 축구 국가대표팀에게는 치욕스러운 기록들이 다양하게 수립된 경기였다. 이 경기가 얼마나 이탈리아인들에게 치욕스럽고 또 서럽게 느껴졌는지 시칠리아에 유학을 갔던 요리사 박찬일의 증언에 따르면 이탈리아 노인들이 아직도 박두익을 똑똑이 기억하고 있다고 할 정도였다. 무려 40년이나 지났는데도 말이다. 그리고 2002년 FIFA 월드컵에서도 붉은악마들이 이탈리아와의 경기를 앞두고 'Again 1966'란 카드 섹션으로 응원을 펼쳤는데 이를 본 이탈리아 측에서 노발대발하여 카드 섹션을 중지할 것을 요구하기도 했다. 그만큼 1966년에 있었던 이 경기는 이탈리아인들 입장에선 지우고 싶고 잊고 싶은 그런 수치스러운 역사였다.
먼저 승자인 조선민주주의인민공화국 축구 국가대표팀이 이 경기를 통해 수립한 기록은 다음과 같다.
- 월드컵 본선에서 아시아 팀 최초로
  - 승리를 기록한 팀[주 5]
  - 이탈리아 축구 국가대표팀을 상대로 승리한 팀
  - 월드컵 우승 경험이 있는 팀을 상대로 승리한 팀
  - 유럽 팀을 상대로 승리한 팀
  - 무실점을 기록한 팀

반면, 패자인 이탈리아 축구 국가대표팀이 이 경기를 통해 수립한 기록은 다음과 같다.
- 월드컵 본선에서 최초로
  - 아시아 팀에게 패배한 유럽 팀
  - 아시아 팀에게 패배한 월드컵 우승 유경험팀
  - 아시아 팀에게 무득점을 기록한 팀
  - 조선민주주의인민공화국 축구 국가대표팀을 상대로 패배한 팀[주 6]
  - 아시아 팀에게 패배해 조별리그에서 탈락한 팀.

이렇게 조선민주주의인민공화국에 0 : 1로 패배한 이탈리아 대표팀은 36년 후 2002년 FIFA 월드컵에서 같은 한민족인 대한민국 축구 국가대표팀에 1 : 2로 패배해 전 세계에서 최초로 월드컵에서 남한과 북한에 모두 패배한 팀이라는 진기록을 세우게 됨과 동시에 아시아 팀에게 2회 패배한 팀이란 기록도 세우게 되었다. 아울러 조선민주주의인민공화국의 명례현 감독은 '아시아 국가 국적 축구 감독으로서 최초로 이탈리아 축구 국가대표팀을 상대로 승리한 감독'이란 타이틀을 가져가게 되었다.

## 경기 이후

### 조선민주주의인민공화국
이 경기가 끝나고 다음 날에 소련 축구 국가대표팀과 칠레 축구 국가대표팀의 조별리그 최종전에서 소련이 2 : 1로 승리해 조선민주주의인민공화국(이하 북한)이 1승 1무 1패의 전적을 기록해 3승을 기록한 소련에 이어 조 2위로 8강 진출에 성공하였다. 8강 진출에 성공한 북한은 미들즈브러에서 리버풀로 이동해 구디슨 파크에서 포르투갈 축구 국가대표팀과 경기를 치르게 되었다. 포르투갈 역시 북한과 마찬가지로 이번 대회가 첫 출전인 팀이었지만 조별리그에서 펠레가 버티는 브라질 축구 국가대표팀을 3 : 1로 격파하고 8강에 오른 팀이었기에 많은 이들은 북한이 비록 이탈리아를 꺾고 올라왔다고 하더라도 포르투갈을 이기기는 힘들 것이라고 예측했고 2점 차 이내로만 진다면 매우 잘한 것이라고 평가했다. 영화 <천리마 축구단>에 따르면 당시 미들즈브러 시민 3,000여 명이 직접 버스를 대절해 리버풀로 가서 북한을 열렬히 응원했다고 한다.
그리고 7월 23일, 북한과 포르투갈의 8강전이 열렸다. 경기가 시작하고 불과 23초밖에 되지 않아 박승진이 왼발로 대포알 중거리슛을 날려 선제골을 뽑아내 모든 이의 예상을 깨고 북한이 1 : 0으로 앞서나갔다. 갑작스러운 실점에 포르투갈 선수들이 우왕좌왕하며 당황하기 시작했다. 그리고 전반 21분에 좌측에서 양성국이 올린 크로스를 포르투갈 골키퍼가 펀칭 미스를 범하며 우측으로 흘렸고 우측에 있던 리동운이 제기를 차듯이 가볍게 차넣어 점수를 2 : 0으로 벌렸다. 이에 관중석에서는 "We want three!(우리는 3 : 0을 원한다.)"고 외치기 시작했고 그 기대에 부응하듯 불과 1분 후인 전반 22분에 양성국이 또 1골을 추가하며 3 : 0으로 점수가 벌어졌다. 그러자 관중석에서는 Korea를 외치는 소리가 크게 울려퍼졌고 어떤 관중은 한 손으로 0, 또 다른 한 손으로 5를 표시하며 이왕 5 : 0까지 점수를 벌리라는 듯한 사인을 보내기도 했다. 축구 전문가들도 따라잡거나 뒤집기가 극히 어렵다고 하는 3골 차로 점수가 벌어지자 이제 북한의 승리와 4강 진출이 거의 기정사실로 굳어졌다. 만약 이대로 경기가 끝난다면 북한은 축구의 성지로 불리는 런던의 웸블리 스타디움으로 이동해 축구종가 잉글랜드 축구 국가대표팀과 결승 진출 티켓을 놓고 맞붙게 된다.
그러나 이렇게 점수가 3점 차로 벌어졌을 때 포르투갈의 에이스 흑표범 에우제비오가 각성했다. 전반 27분, 북한 수비의 허점을 뚫고 기습적인 만회골을 성공시키며 점수를 3 : 1로 좁혔다. 그리고 전반 42분, 북한의 주장 신영규가 페널티 에어리어에서 에우제비오를 향해 거친 태클을 범해 페널티킥을 얻었다. 그리고 에우제비오가 가볍게 골을 성공시키며 3 : 2로 따라붙었다. 20분 사이에 3점 차로 벌어진 점수가 금세 1점 차로까지 좁혀진 것이다. 후반전이 되자 전반전에 무리하게 뛰었던 북한 선수들의 체력과 주력이 점점 떨어지기 시작했다. 북한 선수들은 90분 동안 우직하게 뛸 줄만 알았지 영리하게 시간을 보내는 방법을 몰랐던 것이다. 결국 후반 11분, 북한의 수비라인이 흐트러진 틈을 타 에우제비오가 동점골을 터뜨리며 기어이 3 : 3으로 승부의 균형추를 맞추었다. 3골 차 리드가 따라잡히자 북한 선수들도 다시 힘을 내 공격에 나섰지만 포르투갈은 북한보다 한 수 위였다. 후반 14분, 에우제비오가 북한의 페널티 에어리어로 침투하자 센터백 림중선이 슬라이딩 태클로 저지하다 또 페널티킥을 내주었다. 에우제비오는 북한 골키퍼 리찬명과의 두 번째 맞대결에서도 또 승리하며 기어이 3골 차 리드를 넘어 4 : 3으로 스코어를 뒤집는데 성공했다. 그리고 후반 33분, 포르투갈의 코너킥 찬스에서 조제 아우구스투가 골을 성공시키며 점수는 5 : 3으로 벌어졌다. 남은 시간 동안 북한은 최선을 다해 뛰었지만 결국 골은 터지지 않았고 그렇게 경기는 포르투갈의 5 : 3 역전승으로 끝나게 되었다.
하지만 어느 누구도 북한이 8강까지 진출할 것이라고는 예상하지 못했기에 거기까지 올라온 것만으로도 또 조별리그에서 전 대회 우승국인 브라질을 탈락시켰던 포르투갈을 상대로 3점 차로 리드하는 모습을 보였기에 관중들로부터 아낌없는 박수를 받았다. 귀국한 후에도 북한 선수들은 고국의 인민들로부터 열렬한 영웅 대접을 받았다. 그리고 이탈리아를 상대로 결승골을 넣은 박두익은 1970년대에 북한 축구 국가대표팀 감독으로 부임하게 되었다고 한다. 한국 축구의 살아있는 전설 차범근도 현역 시절에 박두익이 지휘하는 북한 대표팀과 경기를 한 적이 있었다고 한다. 이상하게 남한에는 이 당시 북한 선수들이 포르투갈과의 경기를 앞두고 사창가에 드나들었고 그 책임을 물어 아오지 탄광에 끌려갔다는 둥 숙청을 당했다는 둥 하는 갖가지 루머가 퍼져 있지만 이는 사실이 아닌 것으로 판단된다. 영화 <천리마 축구단>에 이 당시 경기를 뛰었던 북한 선수들과 대표팀 감독이었던 명례현 씨가 출연했는데 이들은 갖가지 훈장을 받았고 북한 내에서도 여전히 축구계에 종사하며 꽤 고위층으로 출세해 잘 살고 있는 것으로 확인되었기 때문이다. 남한에서는 북한 사회에 대해서 알 수 있는 정보가 제한된 이상 근거 없는 뜬소문을 사실로 믿는 행위는 반드시 삼가야 할 것이다. 사실 관계를 제대로 알아보지도 않고 무작정 일부 탈북자들의 말만 믿고 그걸 사실로 여기는 태도는 당연히 절대 금물이다.

### 이탈리아
한편, 이탈리아 선수들은 경기가 패배로 끝난 후 락커룸에서 대성통곡을 했다고 한다. 그리고 성난 자국 축구팬들이 날뛰게 될 것이 두려웠던 나머지 일부러 한밤 중에 그리고 몰래 귀국하기로 했던 공항을 바꿔서 다른 공항으로 귀국하기로 결정했다. 그래서 8강전이 열리기 하루 전이었던 7월 22일에 영국을 떠나 이탈리아의 제노바의 크리스토포로 콜롬보 공항으로 귀국했는데 어떻게 선수단의 비밀 계획이 누설된 것인지 이미 성난 이탈리아 축구팬들이 그 공항에도 잔뜩 진을 치고 있었다고 한다. 그리고 이 성난 이탈리아 축구팬들은 선수들이 도착하자마자 썩은 토마토와 날달걀을 선수들을 향해 집어던지며 분노를 표시했다. 게다가 북한과의 경기에서 잇달아 결정적인 골 찬스를 날리며 패배에 일조했던 마리노 페라니를 포함한 3명의 선수들은 대표팀에서 영원히 퇴출되어 다시는 대표팀에 소집되지 못했다고 한다. 또, 대표팀 감독이었던 에드몬도 파브리는 졸지에 이탈리아 최악의 축구감독으로 전락하여 즉시 경질된 것은 물론 1년간 근신 처분이라는 굴욕까지 맛보게 되었다.
이로써 그 바로 다음 대회인 1970년 FIFA 월드컵에서 준우승을 차지할 때까지 이탈리아는 1950년 조별리그 탈락 - 1954년 조별리그 탈락 - 1958년 지역예선 탈락 - 1962년 조별리그 탈락 - 1966년 조별리그 탈락이라는 월드컵 우승을 경험한 나라치고는 매우 저조한 성적을 거두어 1950년대와 1960년대 20년 동안 5번의 월드컵을 모조리 망치고 만 것이다. 이탈리아 축구팬들이 저렇게까지 분노했던 걸 보면 아무리 수페르가의 비극이라는 악재가 컸다고 해도 아시아 팀인 북한에 패배해 결국 조별리그에서 탈락했다는 사실은 당시의 이탈리아 축구팬들에게 도저히 납득할 수가 없었던 일이 분명했던 듯하다. 그로부터 44년이 지난 2010년 FIFA 월드컵 때에도 이탈리아가 2무 1패라는 처참한 성적으로 조 최하위로 탈락하자 화가 난 이탈리아 축구팬들은 44년 전과 마찬가지로 썩은 토마토를 준비하겠다며 날뛰기도 했다. 공교롭게도 그 대회 역시 북한이 오랜만에 출전한 대회였기에 결국 이탈리아는 북한 대표팀이 출전한 월드컵에서는 모두 조별리그 탈락이라는 불명예스러운 성적을 기록한 셈이 되고 만 것이다.
그리고 36년 후인 2002년 FIFA 월드컵에서는 팀은 다르지만 같은 민족인 대한민국 축구 국가대표팀에도 1 : 2로 역전패를 당함으로써 이탈리아는 월드컵에서 남한과 북한에 모두 패배한 세계 최초의 팀이자 세계 유일의 팀이 되는 굴욕을 맛보고 말았다. 다만 이 경기에서는 당시 경기 주심 비론 모레노의 판정 논란을 트집잡아 물고 늘어진 상황이라 선수들이 토마토 및 날달걀 세례를 받는 일은 없었다. 또 이 경기에 출전했던 산드로 마촐라와 지아니 리베라는 1966년 대회 당시 북한 축구 대표팀의 활약상을 그린 영화 <천리마 축구단>에 출연해 이 날 경기를 회고했다. 지아니 리베라는 "경기 전부터 승리감에 들떠 있었죠. 그게 오히려 침착성을 잃게 한 것 같아요. 아무튼 비기기만 해도 8강행은 확실한 데다 상대편은 우리보다 한참 열등해 보였죠."라고 회고하며 패배의 원인을 오만과 방심이라고 분석했다. 산드로 마촐라는 "초반에 3번의 기회를 놓치자 슬슬 불안해졌죠. 설상가상으로 주장(자코모 불가렐리)이 실려나가면서 우린 10명만 남게 됐어요. 10명 만으로도 우리는 충분히 강했지만 이미 초조와 불안감이 팀의 사기를 갉아먹고 있었죠. (박두익에게 선제골을 실점했던) 그 때 기분은 분함과 당혹감, 반격을 하고픈 마음이 간절했죠. 근데 뜻대로 풀리지 않더군요. 우린 이미 냉정을 잃은 상태라 팀워크는 깨지고 선수들은 제각기 따로 놀고 기술을 전혀 살리지 못했죠. 그 때 우린 너무 어렸던 것 같아요."라고 말하며 선제실점 후 평정심을 잃은 것을 패배의 원인으로 분석했다.

## 같이 보기
- 프랑스 대 세네갈 (2002년 FIFA 월드컵)
- 대한민국 대 이탈리아 (2002년 FIFA 월드컵)
- 포르투갈 대 조선민주주의인민공화국 (2010년 FIFA 월드컵)
- 슬로바키아 대 이탈리아 (2010년 FIFA 월드컵)
- 대한민국 대 독일 (2018년 FIFA 월드컵)

### 내용주
1. ↑   선수 교체제도는 1970년 FIFA 월드컵 때부터 실시되었다.
2. ↑   이 당시엔 조별리그 최종전이 동시에 열리지 않았다. 조별리그 최종전을 동시에 열도록 한 것은 1982년 FIFA 월드컵에 있었던 히혼의 수치 때문에 생긴 조치이며 이것은 1986년 FIFA 월드컵부터 시행되었다.
3. ↑  FIFA 보고서에는 박승진이 주장으로 되어 있어서 이렇게 표기하지만 실제 당시 북한 대표팀의 주장은 신영규였다고 한다.
4. ↑  부상으로 퇴장당한 것이다. 위에서 언급했듯이 이 당시엔 선수 교체 제도가 없었기 때문에 부상으로 뛰지 못하게 되면 그 사람이 빠진 채로 계속 경기를 해야 했다.
5. ↑  이 경기 이전까지 아시아 팀이 월드컵에서 승리를 거둔 사례는 단 1번도 없었다.
6. ↑  2018년까지 월드컵에서 북한에 패배한 팀은 이탈리아가 유일하다. 아울러 북한을 상대로 1득점도 기록하지 못한 팀 역시 이탈리아가 유일하다.
7. ↑   이 사람이 바로 그 유명한 크리스토퍼 콜롬버스다. 콜롬버스의 이름을 이탈리아어로 읽으면 크리스토포르 콜롬보다. 본래 콜롬버스가 이탈리아의 제노바 출신이기에 그의 이름을 딴 것이다.

### 참고주
1. ↑  이현지 (2018년 7월 2일). “英 일간지 “한국-독일전 ‘역대 월드컵 충격적인 경기’ 2위”... 1위는?”. 《국민일보》. 2018년 11월 11일에 확인함.
2. ↑  주성하 (2009년 4월 3일). “[뉴스 뒷이야기]이탈리아엔 박두익이, 북한엔 에우제비오가 산다”. 《동아일보》. 2018년 10월 3일에 확인함.[깨진 링크(과거 내용 찾기)]
3. ↑  차범근 (2014년 10월 2일). “[차범근의 따뜻한 축구] '北선수들 탄광행?' 그래도 절대 양보할 수 없었다”. 《Daum 스포츠》. 2018년 10월 7일에 원본 문서에서 보존된 문서. 2018년 10월 7일에 확인함.
4. ↑  이종성 (2005년 8월 12일). “북한 축구 영욕의 40년…'통일축구'로 다시 선보여”. 《프레시안》. 2018년 10월 7일에 확인함.
5. ↑  서호정 (2010년 6월 25일). “'무승 탈락'에 분노한 이탈리아 국민들, “썩은 토마토 준비하겠다””. 《스포탈코리아》. 2018년 10월 7일에 확인함.